# 에비 타우센
에비 타우센(페로어: Evi Tausen, 1981년 ~ )은 페로 제도의 가수이다.